# Metroul din Oslo

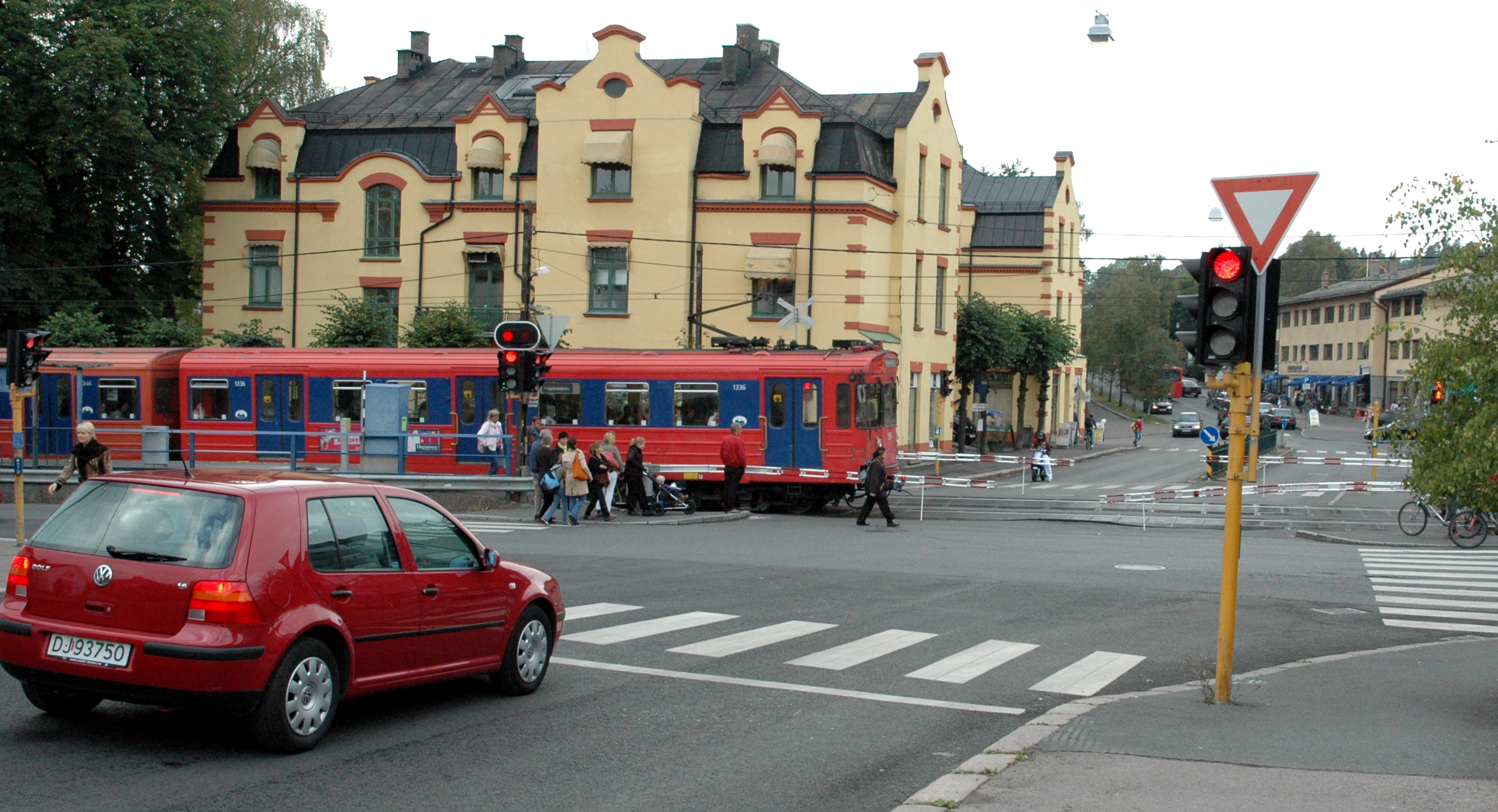
Tren de metrou din Oslo

Metroul din Oslo, cunoscut ca T-bane în norvegiană, este sistemul de metrou al orașului Oslo, Norvegia. Rețeaua are 6 linii. O parte din linia 6 este închisă pentru renovare. Lungimea rețelei este de 84,2 kilometri și are 104 de stații. Toate liniile trec prin centrul orașului.

Rețeaua metroului din Oslo

| Magistrală | Traseu                                      | Numărul stațiilor |
| ---------- | ------------------------------------------- | ----------------- |
| 1          | Frognerseteren ↔ Helsfyr (↔ Ellingsrudåsen) | 34                |
| 2          | Østerås ↔ Ellingsrudåsen                    | 26                |
| 3          | Sognsvann ↔ Mortensrud                      | 27                |
| 4          | Bergkrystallen ↔ Ringen                     | 22                |
| 5          | Storo ↔ Vestli                              | 26                |
| 6          | Ringen ↔ Bekkestua                          | 18                |